# Віа-Мала

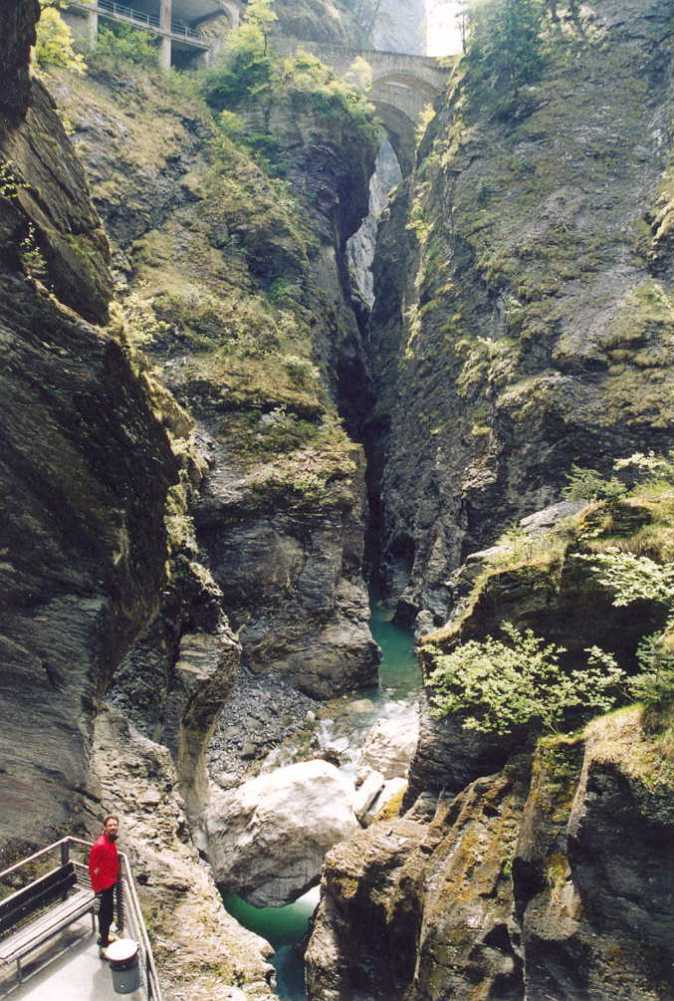
Віа Мала

46°39′42″ пн. ш. 9°26′57″ сх. д. / 46.661543° пн. ш. 9.449208° сх. д.
Віа Мала (лат. Via Mala — Погана дорога) — римська дорога в Альпах (зараз кантон Граубюнден) між перевалами Шплюген та Сан-Бернардіно.